# Carabus jankowskii
Espèce
Carabus jankowskii est une espèce de coléoptères de la sous-famille des Carabinae (famille des Carabidae). 

## Répartition
Carabus jankowskii se rencontre en Corée, en Chine et en Sibérie.[réf. nécessaire]

## Liste des sous-espèces
Selon GBIF (2 septembre 2024) :
- Carabus jankowskii benxiensis Imura, 1991
- Carabus jankowskii byeoksanensis Rapuzzi, 2015
- Carabus jankowskii chindoensis Kwon & Park, 1989
- Carabus jankowskii fallettii Deuve, 1993
- Carabus jankowskii fusanus Born, 1907
- Carabus jankowskii jankowskii (Oberthür, 1883)
- Carabus jankowskii kojensis (Kurosawa & Kudo, 1980)
- Carabus jankowskii obtusipennis (Ishikawa & Kim, 1983)
- Carabus jankowskii quelpartianus (G.Hauser, 1932)
- Carabus jankowskii taebeagsanensis (Ishikawa & Kim, 1983)

### Synonymes de sous-espèces
- Carabus elegans (Kwon & Lee, 1984), un synonyme de Carabus jankowskii obtusipennis

## Systématique
Le nom valide complet (avec auteur) de ce taxon est Carabus jankowskii (Oberthür, 1883).
L'espèce a été initialement classée dans le genre Coptolabrus sous le protonyme Coptolabrus jankowskii Oberthür, 1883.
Carabus jankowskii a pour synonymes :
- Carabus (Coptolabrus) jankowskii (Oberthür, 1883)[2]
- Carabus (Damaster) jankowskii (Oberthür, 1883)[3]
- Coptolabrus jankowskii Oberthür, 1883[1]
- Damaster jankowskii (Oberthür, 1883)[1]